# مكرونة نجرسكو
مكرونة نجرسكو وجبة من إيطاليا وتتكون من المكرونة والدجاج والمشروم والصوص الأبيض
ويتم تحضيرها كالآتى:
يتم أولا سلق المكرونة ويفضل أن تكون من نوع الفرن
ويتم سلق الدجاج وتكون مقطعة قطع صغيرة
ويتم عمل الصوص الأبيض وهو عبارة عن ملعقة زبدة وملعقة دقيق (طحين) يمزجون على النار ثم يتم إضافة الحليب حتى نحصل على كريمة ممزوجه وذات سمك مناسب
بعد ذلك يتم خلط المكرونة والدجاج والصوص والمشروم ويوضعون في صينية ويوضع على الوجه جبنة موتزريلا
وتوضع في الفرن حتى يحمر الوجه.

## المعلومات الغذائية
تحتوي وجبة المعكرونة بالدجاج والمشروم (230غ تقريباً)، بحسب موقع شهية، على المعلومات الغذائية التالية:
- السعرات الحرارية: 646
- الدهون: 36
- الدهون المشبعة: 14
- الكوليسترول: 189
- الكاربوهيدرات: 37
- البروتينات: 43

مع العلم أن هذه الوصفة تحتوي على جبن الشيدر

## وصلات خارجية
- وصفة المعكرونة بالدجاج والمشروم مع معلوماتها الغذائية
- أكلاتي وصفات لجميع الأكلات العربية